# روبی دکوستره
روبی دکوستره (انگلیسی: Robbe Decostere؛ زادهٔ ۸ مهٔ ۱۹۹۸) بازیکن فوتبال اهل بلژیک است که در حال حاضر برای باشگاه فوتبال زولته وارخم بازی می‌کند.
از باشگاه‌هایی که در آن بازی کرده‌است می‌توان به باشگاه فوتبال زولته وارخم و باشگاه فوتبال سرکل بروژ اشاره کرد.

## دوران باشگاهی

### سرکل بروژ
در ژوئیه ۲۰۱۸، او به تیم اصلی باشگاه فوتبال سرکل بروژ ارتقا یافت و اولین قرارداد حرفه ای خود را همزمان با دیگر بازیکن فوتبال جوان، شارل فن‌هوته امضا کرد.
در ۲ مارس ۲۰۱۹، سرمربی تیم، لوران گیوت اولین بازی دکوستره در لیگ برتر فوتبال بلژیک در برابر باشگاه فوتبال کورتریک به او داد. پانزده دقیقه قبل از اتمام بازی، دکوستره به میدان آمد تا جای گووین تورمین مصدوم را بگیرد. در اولین فصل حضورش، او چهار بازی در لیگ انجام داد.

#### توبیز (قرضی)
در ۱ سپتامبر ۲۰۱۹، دکوستره به همراه هم تیمی شارل فن‌هوته با قراردادی یک ساله به صورت قرضی به ای‌اف‌سی توبیز فرستاده شد. دکوستره به‌طور منظم بازی می‌کرد، اما نتوانست مانع از سقوط باشگاه شود.

#### بازگشت به سرکل بروژ
پس از دوران قرضی خود، دکوستره به عنوان بازیکن دائمی در سرکل بروژ تبدیل شد، درست مانند دیگر بازیکنان آکادمی شارل فن‌هوته و تیبو سامرز، جایی که قراردادش را تا ژوئن ۲۰۲۳ در دسامبر ۲۰۲۰ تمدید کردند.

### باشگاه فوتبال زولته وارخم
در ۶ سپتامبر ۲۰۲۳، زولته وارخم به‌طور رسمی اعلام کرد که فن‌هوته را به باشگاه فوتبال یونیون سن ژیلواز منتقل کرده‌است.